# Santa Caterina d'Alessandria (Giampietrino)
Santa Caterina d'Alessandria è un dipinto a olio su tavola (64x50 cm) di Giampietrino, databile al 1530-1540 circa e conservato nella Galleria degli Uffizi a Firenze.

## Storia e descrizione
L'opera, proveniente dall'eredità del cardinale Leopoldo de' Medici, si trovava originariamente a Palazzo Pitti, esposta con attribuzione a Bernardino Luini, e passò agli Uffizi nel 1925. Fu Morelli il primo a riferirla  Giampietrino, prima alla bottega, poi al maestro (Berenson e Suida).
L'opera, affine a una Maria Maddalena alla Pinacoteca di Brera, mostra santa Caterina d'Alessandria a mezza figura di tre quarti verso sinistra, tra le ruote del martirio e incorniciata da fumi neri e fiamme, che fanno risaltare il candore della pelle. Lo sfumato e il tipo leonardiano sono ripresi abbastanza superficialmente, mentre sono accentuate le connotazione erotiche del soggetto.